# Beatrix von Bayern (1403–1447)

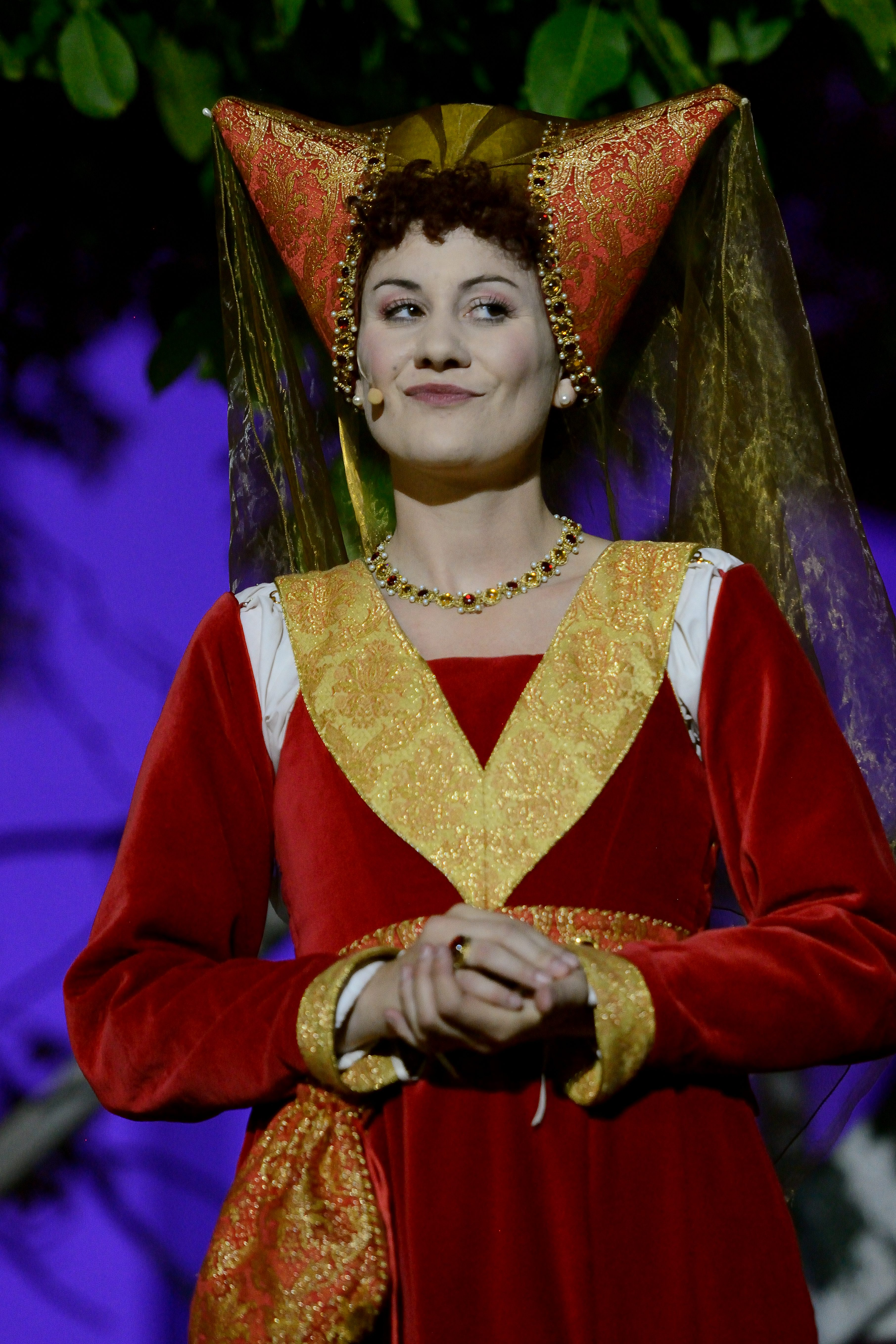
Beatrix bei den Straubinger Agnes-Bernauer-Festspielen 2019

Beatrix von Bayern (* 1403; † 12. März 1447 in Neumarkt in der Oberpfalz) war eine bayerische Adelige aus dem Hause Wittelsbach.
Beatrix war das zweite Kind und die älteste Tochter Herzog Ernsts von Bayern-München und seiner Ehefrau Elisabetta Visconti. 1424 heiratete sie Graf Hermann III. von Cilli, nach dessen Tod 1426 Pfalzgraf Johann von Pfalz-Neumarkt. Beide Ehen blieben kinderlos.
Der Beziehung ihres älteren Bruders Albrecht III. zu Agnes Bernauer stand Beatrix kritisch gegenüber. Sie starb 1447 und wurde im Kloster Gnadenberg bei Neumarkt beigesetzt, das Johann gemeinsam mit seiner ersten Ehefrau Katharina von Pommern-Stolp gestiftet hatte.